# تان رویین
تان رویین (انگلیسی: Tan Ruyin؛ زادهٔ ۱۷ ژوئیهٔ ۱۹۹۴) بازیکن فوتبال اهل چین است.

وی همچنین در تیم‌های ملی فوتبال China women's national under-20 football team و زنان چین بازی کرده‌است.